# Cúp FA 2014-15
Cúp FA 2014–15 là mùa giải thứ 134 của Cúp FA. Đây là mùa đầu tiên BBC và BT Sport trình chiếu các trận đấu trên truyền hình, 7 năm sau khi BBC mất bản quyền vào tay ITV. Đội chiến thắng là Arsenal sau khi đánh bại Aston Villa 4-0 trong trận chung kết.

## Đội tham dự
| Vòng      | Số đội còn lại | Số đội tham dự | Số đội chiến thắng từ vòng trước | Số đội mới vòng này | Các giải đấu tham gia từ vòng này           |
| --------- | -------------- | -------------- | -------------------------------- | ------------------- | ------------------------------------------- |
| Vòng 1    | 124            | 80             | 32                               | 48                  | Football League One Football League Two     |
| Vòng 2    | 84             | 40             | 40                               | không có            | không có                                    |
| Vòng 3    | 64             | 64             | 20                               | 44                  | Premier League Football League Championship |
| Vòng 4    | 32             | 32             | 32                               | không có            | không có                                    |
| Vòng 5    | 16             | 16             | 16                               | không có            | không có                                    |
| Tứ kết    | 8              | 8              | 8                                | không có            | không có                                    |
| Bán kết   | 4              | 4              | 4                                | không có            | không có                                    |
| Chung kết | 2              | 2              | 2                                | không có            | không có                                    |

## Tiền thưởng
| Vòng                             | Số câu lạc bộ nhận tiền thưởng | Số tiền thưởng cho một đội |
| -------------------------------- | ------------------------------ | -------------------------- |
| Các đội thắng vòng tiền sơ bộ    | 184                            | 1.500 bảng Anh             |
| Các đội thắng vòng sơ bộ         | 160                            | 1.925 bảng Anh             |
| Các đội thắng vòng loại thứ nhất | 116                            | 3.000 bảng Anh             |
| Các đội thắng vòng loại thứ hai  | 80                             | 4.500 bảng Anh             |
| Các đội thắng vòng loại thứ ba   | 40                             | 7.500 bảng Anh             |
| Các đội thắng vòng loại thứ tư   | 32                             | 12.500 bảng Anh            |
| Các đội thắng vòng 1             | 40                             | 18.000 bảng Anh            |
| Các đội thắng vòng 2             | 20                             | 27.000 bảng Anh            |
| Các đội thắng vòng 3             | 32                             | 67.500 bảng Anh            |
| Các đội thắng vòng 4             | 16                             | 90.000 bảng Anh            |
| Các đội thắng vòng 5             | 8                              | 180.000 bảng Anh           |
| Các đội thắng vòng 6             | 4                              | 360.000 bảng Anh           |
| Các đội thua bán kết             | 2                              | 450.000 bảng Anh           |
| Các đội thắng bán kết            | 2                              | 900.000 bảng Anh           |
| Đội á quân                       | 1                              | 900.000 bảng Anh           |
| Đội vô địch                      | 1                              | 1.800.000 bảng Anh         |
| Tổng                             | Tổng                           | 15.132.000 bảng Anh        |